# شرپنولزیشم
شهر شرپنولزیشم (به فرانسوی: Scherpenheuvel-Zichem) در ناحیه اداری لوان  در استان فلومیش بربان  در منطقه فلاندری در کشور بلژیک واقع شده‌است.